# Habropoda salviae
Habropoda salviae là một loài Hymenoptera trong họ Apidae. Loài này được Michener mô tả khoa học năm 1936.